# Bartha Károly (orvos)
Bartha Károly (Egyházasrádóc, 1804. november 4.? (keresztelés) – Budapest, 1874. május 29.) orvos.

## Életútja
Szentegyházasrádócról származott, szülei Bartha György prédikátor és Filep Julianna. Orvosi értekezése 1834-ben jelent meg Budán. Természettani cikkeket írt az Orvosi Tárba (1848.) és a Természettudományi Közlönybe (1869.)
Elhunyt Budapesten, 1874-én május 30-án délután 4 órakor, tüdővizenyő következtében. Örök nyugalomra helyezték 1874. május 31-én délután a református vallás szertartása szerint a Fiumei úti sírkertben.

## Munkája
- A természet-világ folyásáról orvostudorrá való felavatásakor értekezett. Buda, 1834.